# Akansaari (ö i Norra Savolax)
Akansaari är en ö i Finland. Den ligger i sjön Kärenjärvi och i kommunen Kaavi i den ekonomiska regionen  Nordöstra Savolax ekonomiska region  och landskapet Norra Savolax, i den centrala delen av landet, 400 km nordost om huvudstaden Helsingfors. Öns area är 12,4 hektar och dess största längd är 0,8 kilometer i sydöst-nordvästlig riktning.